# Tetrix arenosa
Tetrix arenosa är en insektsart som beskrevs av Hermann Burmeister 1838. Tetrix arenosa ingår i släktet Tetrix och familjen torngräshoppor.

## Underarter
Arten delas in i följande underarter:
- T. a. angusta
- T. a. arenosa